# Kabinett Zanardelli
Das Kabinett Zanardelli regierte das Königreich Italien vom 15. Februar 1901 bis zum 3. November 1903. Es folgte dem Kabinett Saracco und wurde von Ministerpräsident Giuseppe Zanardelli angeführt.

## Entstehung und Entwicklung
Das Kabinett Zanardelli war das 39. Kabinett des Königreiches und zwei Jahre, acht Monate und 19 Tage im Amt. Es wurde von der Historischen Linken (italienisch Sinistra storica) und dem konservativ-liberalen Flügel der Historischen Rechten (it. Destra storica) getragen, fand aber auch Unterstützer im äußerst linken Lager.
Bei der Wahl des Präsidenten der Abgeordnetenkammer am 21. Februar 1901 erhielt der Kandidat der Regierung 135 von 312  abgegebenen Stimmen bei 142 ungültigen Stimmen. Daraufhin reichte Zanardelli seinen Rücktritt ein, der von König Viktor Emanuel III. jedoch abgelehnt wurde. Das Kabinett Zanardelli war durch eine Reihe von Rücktritten gekennzeichnet, die mit dem Rücktritt Giolittis im Juni 1903 ihren Höhepunkt erreichten. Dennoch brachte die Regierung einige Reformen durch, darunter  eine Reform des Arbeitsrechts, mit dem Frauen und Minderjährige besser geschützt wurden. Eine angestrebte Reform des Familienrechts, das unter anderem die Einführung der Ehescheidung vorsah, scheiterte jedoch. Ein besonderes Augenmerk legte die Regierung auf die Förderung des Mezzogiorno.
Zanardelli war im November 1903 gezwungen, sein Amt aus gesundheitlichen Gründen aufzugeben. Ihm folgte das Kabinett Giolitti II.

## Minister

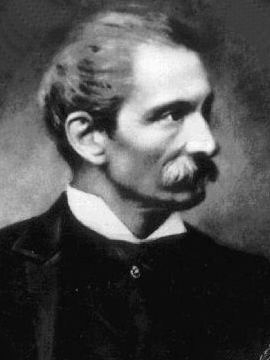
Giuseppe Zanardelli

| Ministerien                          | Name |
| ------------------------------------ | --- |
| Ministerpräsident                    | Giuseppe Zanardelli |
| Äußeres                              | Giulio Prinetti (bis 8. Februar 1903) Enrico Morin (ab 9. Februar 1903, bis 22. April 1903 geschäftsführend)                               |
| Inneres                              | Giovanni Giolitti (bis 20. Juni 1903) Giuseppe Zanardelli (geschäftsführend ab 21. Juni 1903)                                              |
| Justiz und Kirchenangelegenheiten    | Francesco Cocco-Ortu |
| Krieg                                | Coriolano Ponza di San Martino (bis 26. April 1902) Enrico Morin (geschäftsführend bis 14. Mai 1902) Giuseppe Ottolenghi (ab 15. Mai 1902) |
| Marine                               | Enrico Morin (bis 21. April 1903) Giovanni Bettolo (ab 22. April 1903) Enrico Morin (geschäftsführend ab 22. Juni 1903)                    |
| Finanzen                             | Leone Wollemborg (bis 3. August 1901) Paolo Carcano (ab 9. August 1901)                                                                    |
| Schatz                               | Ernesto Di Broglio |
| Öffentliche Arbeiten                 | Girolamo Glusso (bis 18. Februar 1902) Giuseppe Zanardelli (geschäftsführend bis 26. März 1902) Nicola Balenzano (ab 27. März 1902)        |
| Bildung                              | Nunzio Nasi |
| Landwirtschaft, Industrie und Handel | Silvestro Picardi (bis 17. April 1901) Giuseppe Zanardelli (geschäftsführend bis 4. August 1901) Guido Baccelli (ab 5. August 1901)        |
| Post und Telegraphie                 | Tancredi Galimberti |